# 声良鶏

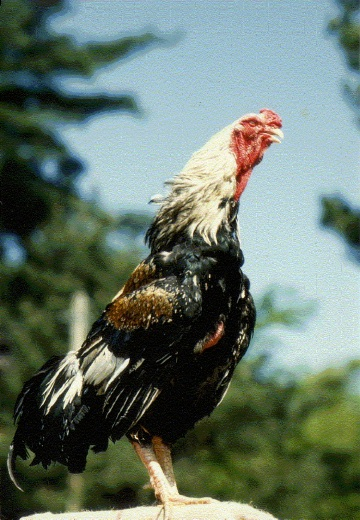
声良鶏（雄）

声良鶏 （こえよしどり）は、ニワトリの品種の一つ。

## 概要
江戸時代に秋田県北部の米代川流域（現在の大館市、鹿角市など）で飼育されるようになり、現在は北東北で飼育されている。「越後の唐丸」と地鶏との交配によって作り出され、のち（明治20年頃以降）にプリマス・ロック種との交配が行われた。体重が3.5kg-5kgある大型鶏である。
長鳴き鶏としても有名で、調子をつけながら厳かに「ゴッゴ、ゴーオ」（国光郷王）と鳴く声に特徴がある。

## 指定
- 1937年（昭和12年）12月21日 - 国の天然記念物に指定。
- 1982年 （昭和57年）- 秋田県鹿角市の「市の鳥」に選定。

## 保護活動
秋田県声良鶏比内鶏金八鶏保存会（三鶏保存会、大館市）や、天然記念物全日本声良鶏保存会（鹿角市）などが、飼育や繁殖および血統種の保存活動などを行っている。

## 秋田三鶏
秋田県北部に生息する声良鶏・比内鶏・金八鶏（きんぱどり）を特に秋田三鶏（あきたさんけい）とよび、声良鶏と比内鶏は国の天然記念物に、金八鶏は秋田県の天然記念物に指定される。
また、秋田県大館市には大館郷土博物館に隣接して秋田三鶏記念館がある。